# Hugo vom Hagen
Ernst Georg Hugo vom Hagen, auch von Hagen, (* 20. April 1856 in Colônia Dona Francisca, Santa Catarina, Brasilien; † 26. November 1913 in Hermsdorf bei Berlin) war ein deutscher Offizier und Luftbildfotograf.

## Leben

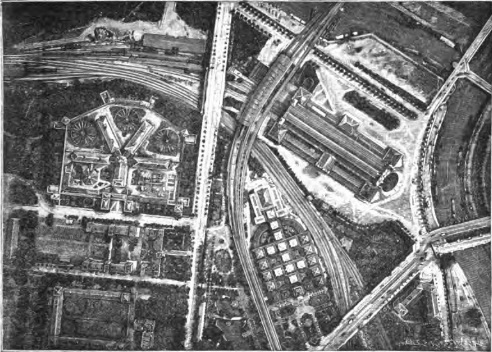
Ballonaufnahme des Universum Landes-Ausstellung-Parks und des Lehrter Bahnhofs, Berlin, vom Hagen, Juli 1886

Sein Vater war der in Stuttgart geborene, nach Amerika ausgewanderte Deutsche Freiherr Friedrich Josef vom Hagen (1827–1885), der im Preußischen Militärdienst stand, sich u. a. als Autor von zahlreichen Beiträgen zur Aeronautik auszeichnete und maßgeblich am Erfolg des Deutschen Vereins zur Förderung der Luftschifffahrt verantwortlich war.
Hugo Freiherr vom Hagen setzte die Arbeit seines Vaters fort. Er war von 1884 bis 1887 Leutnant bei der Königlich Preußischen Luftschiffer-Abteilung in Berlin und 1884 gemeinsam u. a. mit Georg von Tschudi und Hermann Moedebeck Gründungsmitglied des Königlich-Preußischen Ballon-Detachements, der späteren Luftschiffer-Abteilung, die u. a. Steigversuche auf dem Tempelhofer Feld ausführten.
Als Mitglied des Berliner Luftschiffahrt-Vereins, der sich der wissenschaftlichen Verwertung der Fahrten verschrieben hatte, experimentierte er mit der Fotografie von Fessel- und Freiballons aus. Dafür befestigte er einen schwenkbaren Tisch an der Gondel und fixierte darauf eine Kamera. Als Hilfsmittel für die Fokussierung montierte vom Hagen darüber eine zweite, kleinere Kamera. So erstellte er Schräg- und Senkrechtaufnahmen aus Höhen von 600 bis 1000 m, die zu den frühesten in Deutschland aufgenommenen Luftbildern gehören und als die besten seiner Zeit angesehen wurden.
1887 wurde vom Hagen in das 117. Infanterieregiment nach Mainz versetzt, weshalb er auch aus dem Berliner Verein ausschied. Später kehrte er als Lehrer an der Militär-Turnanstalt nach Berlin zurück und erreichte den Rang eines Hauptmanns à la Suite im Jäger-Bataillon Graf Yorck von Wartenberg.
Im Mai 1902 war er Mitglied der Internationalen Kommission für wissenschaftliche Luftschifffahrt, im Photographischen Verein zu Berlin, wo er auch Vorträge hielt.
Hugo vom Hagen war seit 1882 in erster Ehe mit Wilhelmine Marie Emma Wilhelmi (1863–1940) verheiratet. Die Trauung fand in Diedenhofen, Elsass, statt, wo auch sein Sohn geboren wurde. Kurz vor seinem Tod heiratete er ein zweites Mal.

## Sonstiges
Von Oktober 2019 bis Januar 2020 konnte man eine seiner Berliner Luftbildaufnahmen im Märkischen Museum im Rahmen der Ausstellung Fontanes Berlin sehen.

## Werke (Auswahl)
- Das Photographiren vom Ballon aus. In: Zeitschrift des Deutschen Vereins zur Förderung der Luftschifffahrt. Band 6, 1887, S. 2–7.
- Das Photographiren vom Ballon aus. In: Jahrbuch für Photographie und Reproductionstechnik. 1888, S. 207–273.